# اچ‌ام‌اس بلروفون (۱۷۸۶)
اچ‌ام‌اس بلروفون (۱۷۸۶) (به انگلیسی: HMS Bellerophon (1786)) یک کشتی بود که طول آن ۱۶۸ فوت (۵۱٫۲ متر) بود. این کشتی در سال ۱۷۸۶ ساخته شد.